# Зайончкі-Банкове
Зайончкі-Банкове (пол. Zajączki Bankowe) — село в Польщі, у гміні Ґодзеші-Великі Каліського повіту Великопольського воєводства.
Населення — 172 особи (2011).
У 1975-1998 роках село належало до Каліського воєводства.

## Демографія
Демографічна структура станом на 31 березня 2011 року:
|          | Загалом | Допрацездатний вік | Працездатний вік | Постпрацездатний вік |
| -------- | ------- | ------------------ | ---------------- | -------------------- |
| Чоловіки | 85      | 24                 | 48               | 13                   |
| Жінки    | 87      | 19                 | 50               | 18                   |
| Разом    | 172     | 43                 | 98               | 31                   |